# 서파나마주

서파나마주의 위치

서파나마주(스페인어: Provincia de Panamá Oeste)는 파나마 중부에 위치한 주로 주도는 라초레라이며 면적은 2,786.1km2, 인구는 464,038명(2010년 기준)이다. 2014년 1월 1일 파나마주에서 분리되어 신설되었다. 5개 구를 관할한다. 북쪽으로는 콜론주, 동쪽으로는 파나마주, 남쪽으로는 태평양, 서쪽으로는 코클레주와 접한다.

주기